# Apogon aroubiensis
Apogon aroubiensis är en fiskart som beskrevs av Jacques Bernard Hombron och Jacquinot, 1853. Apogon aroubiensis ingår i släktet Apogon och familjen Apogonidae. Inga underarter finns listade i Catalogue of Life.